# Продължителност на живота
| 70 години или повече 82 години или повече 80 – 81 години 78 – 79 години 76 – 77 години 74 – 75 години 72 – 73 години 70 – 71 години няма данни | под 70 години 65 – 69 години 60 – 64 години 55 – 59 години 50 – 54 години 45 – 49 години 40 – 44 години 35 – 39 години под 35 години |

Средната продължителност на живота е статистически очакваният период от време, който остава на даден организъм до смъртта му в определен момент. Този времеви период се пресмята обикновено с помощта на таблици, съдържащи емпирични данни за смъртните случаи и честоти в миналото и моделни предположения за бъдещи промени. Принципно всеки един момент може да бъде избран за начална точка, от която да бъде сметната очакваната продължителност на живота (ПЖ), но най-често изчисленията се правят от началото на биологическото развитие на даден организъм.
Понякога понятието се използва за неодушевени обекти (сгради, техника), но обикновено се използва за оценка на средната продължителност на живота (СПЖ) на живите същества, по-специално на човешкия живот.

## Изчисление на средната продължителност на живота
Най-често изчисляваната продължителност е тази от началото на самостоятелния биологичен живот. Следователно при хората се смята очакваната средна продължителност на живота от момента на раждането. Тази средна стойност се изчислява въз основа на годината на раждане, пола и региона, като се вземат предвид причините за смъртността, които най-вероятно биха засегнали конкретното население. Очакваната продължителност на живота при раждане е съставена от средностатистическия брой на годините, които едно новородено би живяло, ако качеството на живот и смъртността останат постоянни в продължение на целия този живот. Под внимание тук биват вземани и данните за статистическото разсейване на тази очаквана продължителност.
Изчисленията се правят с помощта на таблици, съдържащи точното число оживели и умрели хора на 100 000 жители за всеки набор, т. е. отчитащи продължителността на живот или смъртната възраст за родени в определена година.

## Продължителност на живота при човека
Човешката продължителност на живота е повлияна от много разнообразни фактори. Ако населенията не водят войни, не страдат от пандемии и недохранване или масови злополуки, основните влияещи фактори са генетично наследство, качество на медицинското обслужване, стрес, храна и физическа активност. При добри обстоятелства е възможно човек да мине възрастовата граница от 100 години. Най-продължителните документирани човешки животи са траели над 120 години (максимална продължителност). За младежите в западноевропейските икономики, родени около 2000 година, се прогнозират подобни стойности (спекулативно предполагащи медицински напредък). 
По принцип продължителността на живота е най-висока в икономически развитите страни с висок жизнен стандарт. По традиция най-висока е СПЖ в Япония, Австралия, Европа, Северна Америка и южната част на Южна Америка. Най-ниска е в Южна и Централна Африка и Афганистан.
Най-високата стойност за продължителността на живота при човека за 2007 година, изчислена по държави, е в Андора с 83,5 години, а най-ниската в Есватини с 34,1 години.
От 2016 г. общата продължителност на живота в световен мащаб е достигнала най-високото ниво, което е измервано в съвремието. 
По данни на СЗО за 2019 г. най-висока е СПЖ в Япония с 84,3 години, а най-ниска – в Лесото с 50,7 години. В 27 държави тя е над 80 години, а в 6 държави е под 60 години: 
| №     | Държава        | СПЖ (години) |
| ----- | -------------- | ------------ |
| 1     | Япония         | 84,3         |
| 2     | Южна Корея     | 83,3         |
| 3-4   | Испания        | 83,2         |
| 3-4   | Сингапур       | 83,2         |
| 5     | Кипър          | 83,1         |
| 6-7   | Италия         | 83           |
| 6-7   | Австралия      | 83           |
| 8     | Норвегия       | 82,6         |
| 9     | Израел         | 82,6         |
| 10-11 | Швеция         | 82,4         |
| 10-11 | Люксембург     | 82,4         |
| 12    | Нова Зеландия  | 82           |
| 13    | Малта          | 81,9         |
| 14-15 | Нидерландия    | 81,8         |
| 14-15 | Ирландия       | 81,8         |
| 16    | Германия       | 81,7         |
| 17-18 | Финландия      | 81,6         |
| 17-18 | Португалия     | 81,6         |
| 19-20 | Белгия         | 81,4         |
| 19-20 | Великобритания | 81,4         |
| 21-22 | Словения       | 81,3         |
| 21-22 | Дания          | 81,3         |
| 23    | Гърция         | 81,1         |
| 24    | Кувейт         | 81           |
| 25    | Коста Рика     | 80,8         |
| 26    | Чили           | 80,7         |
| 27    | Канада         | 80,2         |

| № | Държава                       | СПЖ (години) |
| - | ----------------------------- | ------------ |
| 1 | Лесото                        | 50,7         |
| 2 | Централноафриканска република | 53,1         |
| 3 | Сомалия                       | 56,5         |
| 4 | Есватини                      | 57,7         |
| 5 | Мозамбик                      | 58,1         |
| 6 | Кирибати                      | 59,4         |
| 7 | Чад                           | 59,6         |

Според данни на справочния уеб-сайт Worldometer средната продължителност на живота в света за 2019-2020 г. е 72,6–73,2 г. За мъжете тя е 70,8 г., а за жените 75,6 г. Най-висока е СПЖ в Хонконг с 85,3 години, а най-ниска – в Централноафриканска република ~54 години. В 39 държави тя е над 80 години, а в 10 държави (всички от Африка) е под 60 години. От Европейските държави начело е Швейцария с 84,3 г., следвана от Испания и Италия ~84 години. В България СПЖ е 75,49 години: 72,05 години за мъжете и 79,06 г. за жените. 

## Прогнозиране
Прогнозирането на продължителността на живота и смъртността формират важно подразделение на демографията. Бъдещите тенденции в продължителността на живота имат огромни последици за програмите за подпомагане на старостта като социално осигуряване и пенсиите, тъй като паричният поток в тези системи зависи от броя на получателите, които все още живеят (заедно с нормата на възвръщаемост на инвестициите или данъка ставка в системите pay-as-you-go). С по-голяма продължителност на живота системите отчитат увеличен паричен отток; ако системите подценят увеличаването на продължителността на живота, те ще бъдат неподготвени за големите плащания, които ще се случат, тъй като хората живеят все по-дълго и по-дълго.